# Два Поля Арташ
Два Поля Арташ (тат. Ике Басу Арташ) — деревня в Сабинском районе Республики Татарстан, административный центр Арташского сельского поселения.

## Этимология
Название деревни произошло от татарского слова «ике» (два), оронимического термина «басу» (поле) и гидронима «Арташ».

## География
Деревня находится на правом притоке реки Мёша, в 18 км к юго-востоку от районного центра — посёлка городского типа Богатые Сабы.

## История
Деревня известна со второй половины XVII века.
В сословном плане, в XVIII веке и вплоть до 1860-х годов, жителей деревни причисляли к государственным крестьянам. Основными занятиями жителей являлись земледелие, скотоводство, пчеловодство
По сведениям из первоисточников, в начале XX столетия в деревне действовали мечеть, мектеб (с 1909 г.), водяная мельница, 2 мелочные лавки. В этот период земельный надел сельской общины составлял 329 десятин.
До 1920 года деревня входила в Абдинскую волость Мамадышского уезда Казанской губернии. С 1920 года в составе Мамадышского кантона ТАССР. С 10 августа 1930 года в Сабинском районе.
В 1930 году в деревне был  организован первый колхоз, с 1960 года в составе совхоза «Икшурминский», с 1990 года в составе совхоза «Арташский» (с 1995 г. – коллективное предприятие), с 2004 г. — крестьянского (фермерского) хозяйства, с 2009 г. — общества с ограниченной ответственностью «Арташ», с 2011 г. — общества с ограниченной ответственностью «Сельскохозяйственное предприятие «Нырты».

## Население
| 1782 | 1859 | 1897 | 1908 | 1920 | 1926 | 1938 | 1949 | 1970 | 1979 | 1989 | 2002 | 2010 | 2020 |
| ---- | ---- | ---- | ---- | ---- | ---- | ---- | ---- | ---- | ---- | ---- | ---- | ---- | ---- |
| 14   | 156  | 317  | 375  | 388  | 688  | 407  | 257  | 416  | 365  | 332  | 341  | 318  | 333  |

Национальный состав села — татары, русские.

## Экономика
Действуют 3 коллективных фермерских хозяйства. Жители занимаются преимущественно растениеводством и животноводством.

## Инфраструктура
В деревне функционируют неполная средняя школа (с 1927 г. как начальная), дом культуры, библиотека, детский сад (с 1984 г.), фельдшерско-акушерский пункт, участковый ветеринарный пункт.

## Религия
Мечеть (с 2004 г.).